# Erwitte
Erwitte est une ville et une commune de l'arrondissement du Soest, en Rhénanie-du-Nord-Westphalie, en Allemagne. Elle est située à environ 8 km au sud de Lippstadt et 15 km à l'est de Soest. Officiellement, la ville d'Erwitte est mentionnée pour la première fois en 836 et son architecture datant du Moyen Âge est toujours présente dans le centre de la ville. On y trouve une industrie du ciment florissante qui, avec la compagnie Heimeier, est la plus grosse compagnie du secteur.

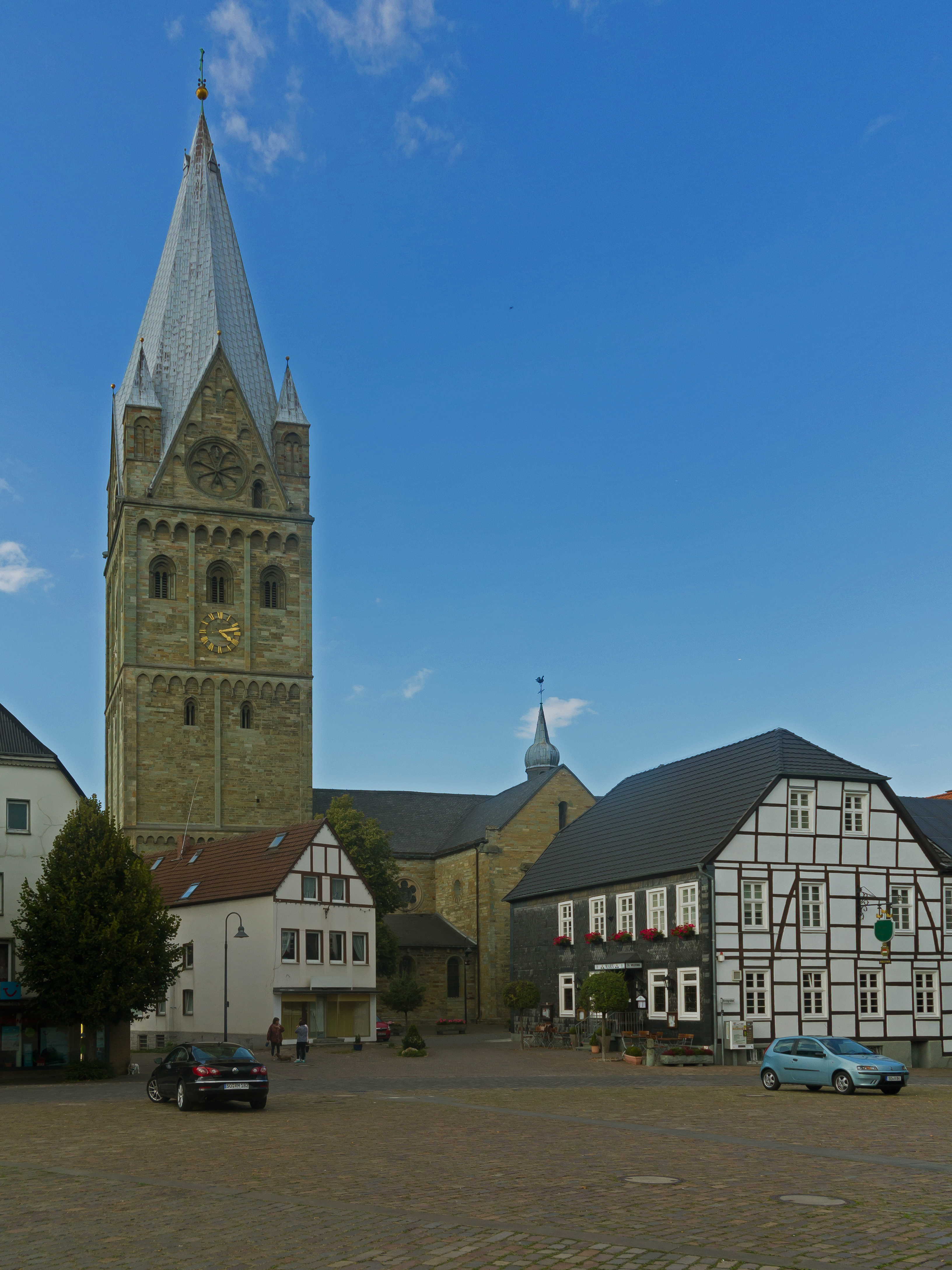
Erwitte, l'église : die Sankt Laurentius Kirche.

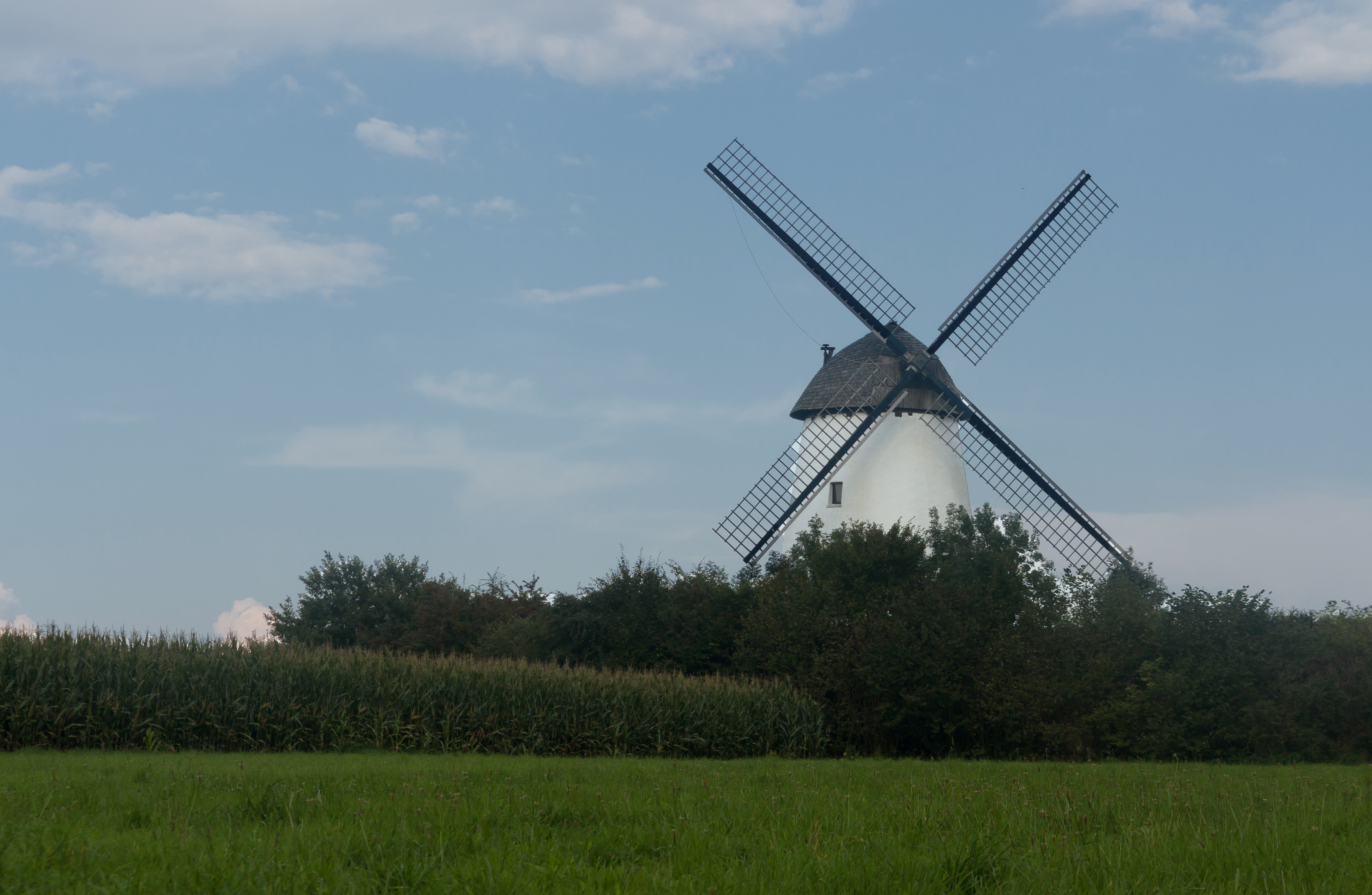
Schmerlecke, le moulin : Windmühle Am Alten Hellweg.